# Pointe d' Esny
Pointe d' Esny är en udde i Mauritius.   Den ligger i distriktet Grand Port, i den södra delen av landet, 40 km sydost om huvudstaden Port Louis. Närmaste större samhälle är Beau Vallon, 3,5 km väster om Pointe d' Esny. 
Den 25 juli 2020 gick bulkfartyget MV Wakashio på grund vid Pointe d' Esny och förorsakade ett oljeutsläpp som påverkade havet, stränderna och naturreservatet Blue Bay Marine Park.